# Interview

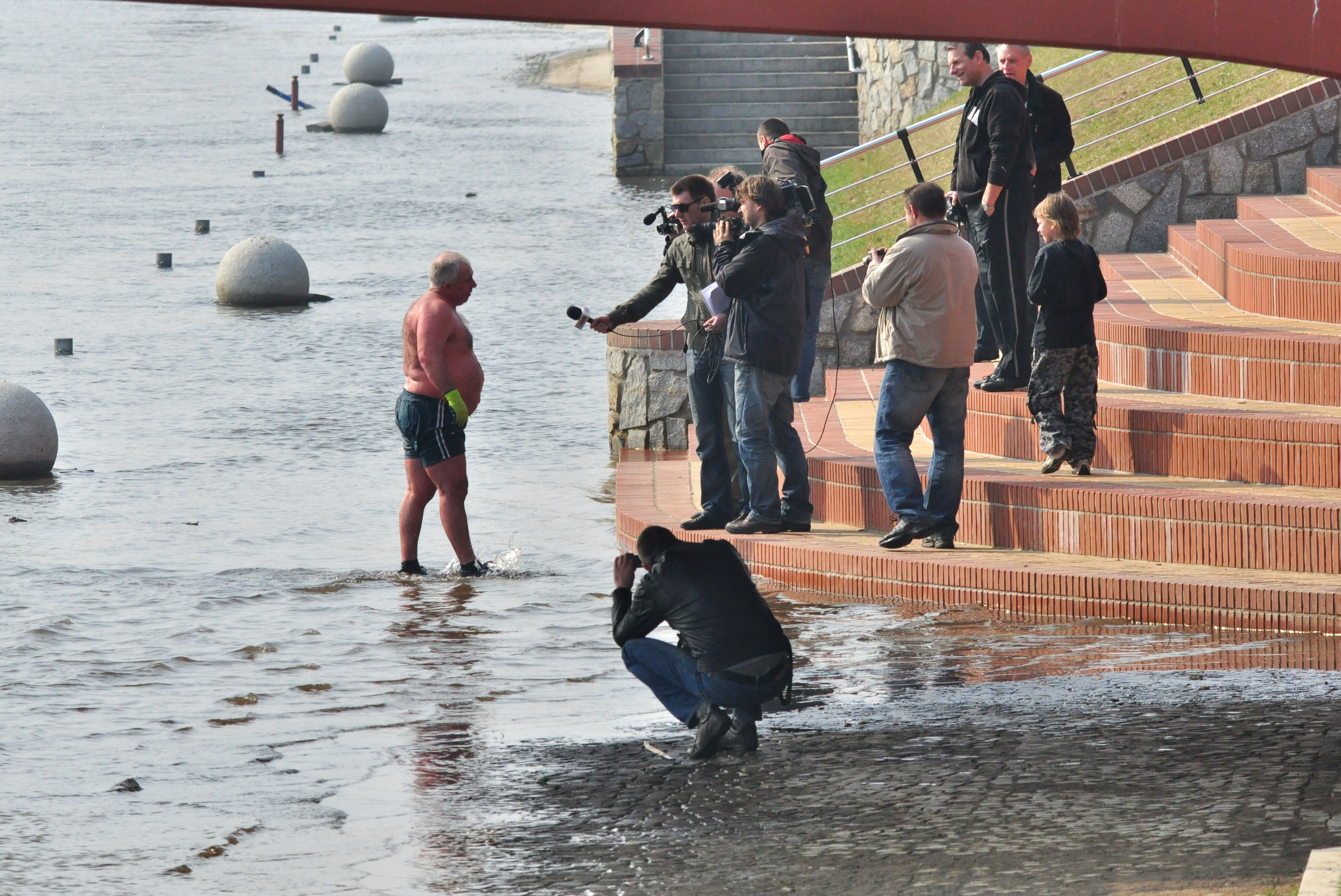
Muž při interview s novinářem

Interview (z francouzského entrevue, přeneseno do anglického inter a view, čti intervijů) je metodicky vedený rozhovor s cílem získat potřebné informace, používaný především v žurnalistice. Interview je také publicistický (někdy i zpravodajský) žánr.
Jednou z nejdůležitějších věcí na interview je titulek, který často rozhoduje o tom zda si čtenář interview vůbec přečte. Nadpis by měl být stručný, výstižný a především poutavý. Po nadpisu následuje krátký úvod, kde je krátce představena zpovídaná osoba, vysvětleno čím je zajímavá, nebo za jakým účelem je rozhovor psán. Poté již následují samotné otázky a odpovědi. V interview je také důležitý takzvaný medailonek, v němž autor krátce seznámí čtenáře s dotazovanou osobu. Medailonek není přímou součástí rozhovoru. Jedná se spíš o tabulku s heslovitě vypsanými údaji o zpovídané osobě. Bývá umístěn spíše na konci textu.

## Znaky interview
Interview se od rozhovoru liší především tím, že novinář je jednoznačně v roli tazatele a iniciuje interview, určuje témata, otázky, okruhy atd. Při reprodukci se pak snaží zachytit nejen slova dotyčné osoby, ale také atmosféru, typické charakteristiky osobnosti a smysl jejích výpovědí. Nemusí naopak otrocky přepisovat vše, co člověk řekne. Pro dodatečné potvrzení interview se mohou dohodnout na autorizaci.